# Indarctos
Indarctos es un género extinto de mamíferos de la familia Ursidae, endémica de Norteamérica, Europa y Asia que vivió durante el Mioceno.
El ejemplar más antiguo fue encontrado en Arizona y el más reciente en Kazajistán. En Norteamérica este género fue contemporáneo con Plionarctos.

## Taxonomía
Indarctos fue nombrado por Pilgrim (1913). Su especie tipo es Indarctos salmontanus. Fue asignado a Agriotheriini por Chorn y Hoffman (1978); a Ursavini por Hunt (1998); y a Ursidae por Pilgrim (1913), Carroll (1988) y Salesa et al. (2006).

## Morfología

### Peso corporal
Dos especímenes fueron examinados por Legendre y Roth por masa corporal.
- El espécimen 1 se estimó en 244,4 kg
- El espécimen 2 se estimó en 2,517.4 kg (5,500 lb)

## Distribución fósil
- Box T Site, Lipscomb County, Texas ~9.3—9.2 Millones de años.
- Rattlesnake site, Grant County, Oregón ~10.3—4.9 Millones de años.
- Withlacoochee River Site 4A, Marion County, Florida]] (Indarctos sp.) ~10.3—4.9 Millones de años.
- Lufeng, Yunnan, China (I. atticus) ~9—5.3 Millones de años.
- Yulafli (CY), Thrace, Turquía (I. arctoides) ~9.7—8.7 Millones de años.